# Chuck Osborne
Charles H. Osborne, detto Chuck (Flat Gap, 21 gennaio 1939 – Johnson, 17 aprile 1979), è stato un cestista statunitense, professionista nella NBA.

## Carriera
Dopo la carriera universitaria a Western Kentucky, è stato selezionato dai Syracuse Nationals al terzo giro del Draft NBA 1961 con la 28ª scelta assoluta. Ha disputato 4 partite nel campionato 1961-62, segnando 5 punti.